# Sugoroku

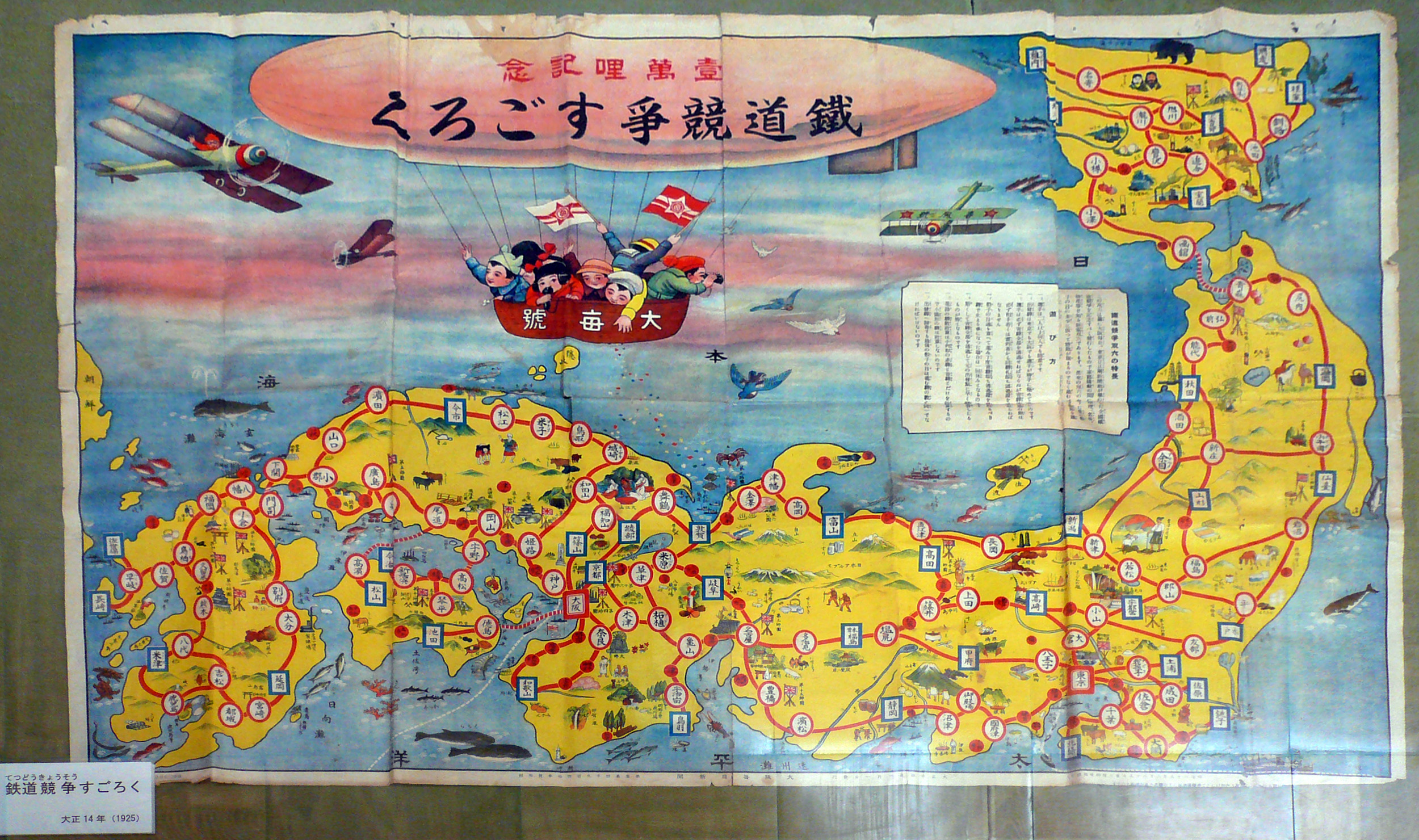
Spielbrett aus der Taishō-Zeit mit der Karte Japans

Sugoroku (japanisch 雙六 und 双六) (wörtlich „Doppel-Sechs“) ist die Bezeichnung zweier japanischer Würfel-Brettspiele.
Das erste wird auf dem abgebildeten Plan gespielt und ähnelt dem Leiterspiel.
Das zweite ist mit Backgammon verwandt und erfreute sich jahrhundertelang großer Beliebtheit, bis es im 19. Jahrhundert im Zuge der vom Tokugawa-Shōgunat eingeführten harten Strafen für Glücksspiele erst in Verruf und mit der Zeit auch in Vergessenheit geriet.
Zwar wurde Anfang des 20. Jahrhunderts noch einmal versucht, das Spiel neu zu beleben, doch mittlerweile ist das Spiel kaum einem Japaner mehr bekannt. Heute vertreiben sich nur noch die Nonnen in den buddhistischen Klöstern von Kyōto ihre Zeit mit Sugoroku.
Es wird auf einem Sugoroku-Brett gespielt, das einem Backgammon-Brett ähnlich ist, wobei jedoch nur die rechte Seite benutzt wird.
Es treten zwei Spieler gegeneinander an.
Jeder von ihnen hat 15 Spielsteine einer Farbe.
Gewürfelt wird mit zwei kubischen Würfeln.
Ziel des Spieles ist es, möglichst viele Steine des Gegners zu schlagen.

## Spielregeln

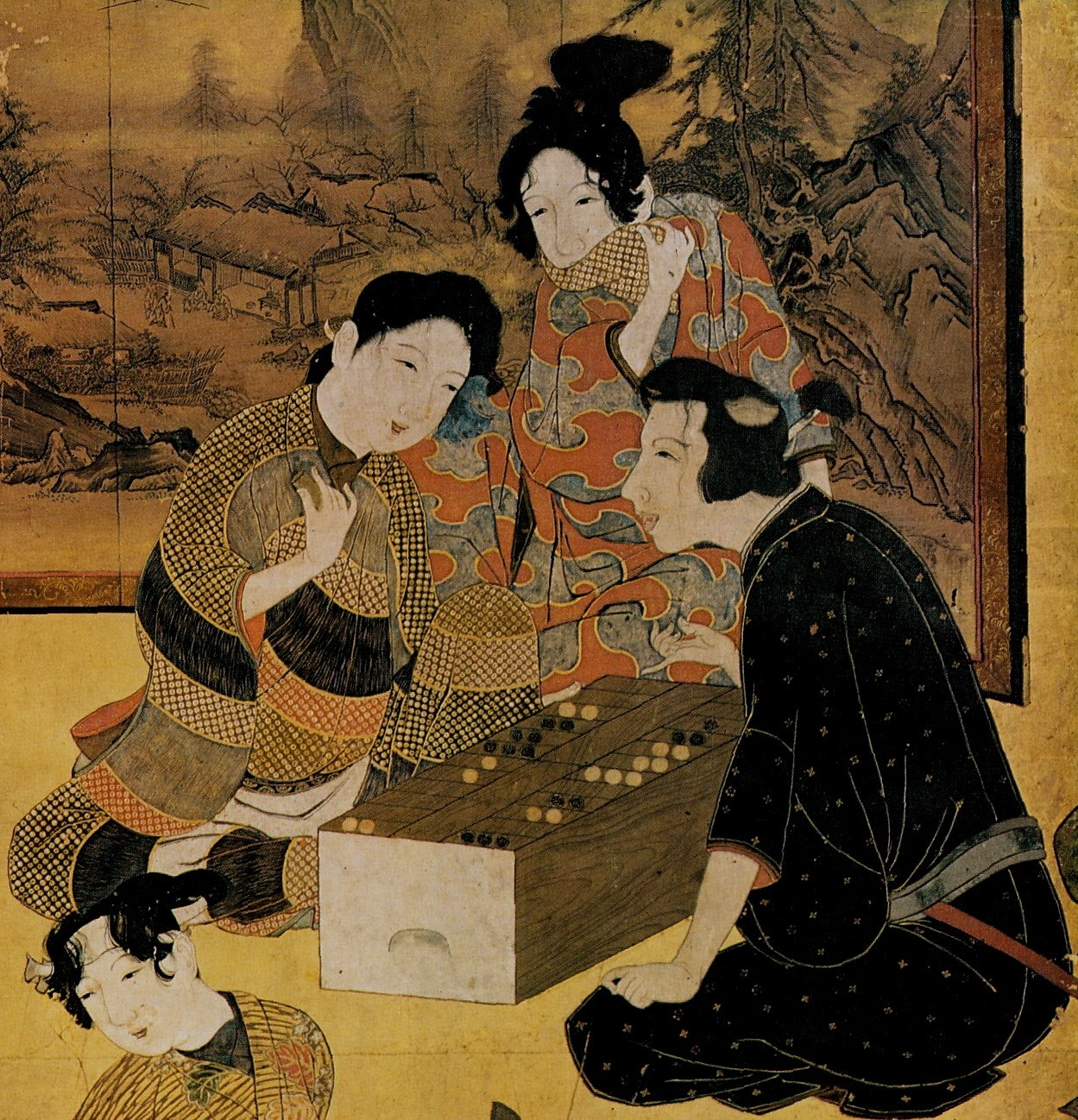
Mann und Frau beim Sugoroku-Spiel auf einem Wandschirm von ca. 1650

1. Die Spieler positionieren sich jeweils auf einer Seite des leeren Spielbrettes.
2. Sie würfeln abwechselnd mit beiden Würfeln und setzen ihre Spielsteine jeweils auf die den Augenzahlen entsprechenden Points ihrer Home-Boards, wobei immer vom Rand, nicht von der Bar aus gezählt wird (siehe Backgammonterminologie).
3. Würfelt ein Spieler einen Pasch, hat er einen weiteren Wurf frei.
4. Sind alle 15 Spielsteine gesetzt, beginnt das Rauswürfeln.
5. Landet dabei ein Spielstein auf einem leeren Feld, während das gegenüberliegende gegnerische Feld besetzt ist, so sind diese Steine des Gegners geschlagen, müssen vom Brett genommen werden und verbleiben im Besitz des Schlagenden.
6. Würfelt ein Spieler einen Pasch und sein Spielstein landet auf einem Feld, das leer oder nur von einem Stein besetzt ist, während das gegenüberliegende Feld des Gegners leer ist, so muss der Spieler ein oder zwei der von ihm geschlagenen Steine in das Feld des Gegners zurückstellen.
7. Hat ein Spieler alle seine Steine verloren bzw. aus dem Spiel gewürfelt, ist das Spiel beendet.
8. Der Spieler, der die meisten gegnerischen Spielsteine geschlagen hat, ist der Gewinner des Spiels.